# Número primo de Wilson
Un número primo de Wilson o número de Wilson, llamado así en honor al matemático John Wilson, es un tipo de primo p tal que p² divide a (p − 1)! + 1, donde «!» denota la función factorial. Tiene cierta similitud con el teorema de Wilson, el cual cita que cada número primo p divide a (p − 1)! + 1.
Los únicos números primos de Wilson conocidos hasta la fecha son el 5, 13 y el 563 (sucesión A007540 en OEIS). Si existen otros primos de Wilson, aparte de los anteriores, éstos deben ser mayores que 5×108. Se ha conjeturado que existen infinidad de primos de Wilson, y que la cantidad de números primos de Wilson dentro de un intervalo [x, y] está en torno a log(log(y) / log(x)).
Se han realizado varias búsquedas informáticas con la esperanza de encontrar nuevos números primos de Wilson. El proyecto Ibercivis de computación distribuida incluye una búsqueda de números primos de Wilson. Se coordinó otra búsqueda en el foro Great Internet Mersenne Prime Search.

## Generalizaciones

### Primos de Wilson de ordenn
El teorema de Wilson se puede expresar en forma general como {\displaystyle (n-1)!(p-n)!\equiv (-1)^{n}\ {\bmod {p}}} para todo número entero {\displaystyle n\geq 1} y primo {\displaystyle p\geq n}. Los primos de Wilson generalizados de orden n son los primos p tales que {\displaystyle p^{2}} divide a {\displaystyle (n-1)!(p-n)!-(-1)^{n}}.
Se conjeturó que por cada número natural n, existen infinitos números primos de Wilson de orden n.
| {\displaystyle n} | Primo {\displaystyle p} tal que {\displaystyle p^{2}} divide a {\displaystyle (n-1)!(p-n)!-(-1)^{n}} (comprobado hasta 1000000) | Secuencia OEIS             |
| ----------------- | --- | -------------------------- |
| 1                 | 5, 13, 563, ... | (sucesión A007540 en OEIS) |
| 2                 | 2, 3, 11, 107, 4931, ... | (sucesión A079853 en OEIS) |
| 3                 | 7, ... |                            |
| 4                 | 10429, ... |                            |
| 5                 | 5, 7, 47, ... |                            |
| 6                 | 11, ... |                            |
| 7                 | 17, ... |                            |
| 8                 | ... |                            |
| 9                 | 541, ... |                            |
| 10                | 11, 1109, ... |                            |
| 11                | 17, 2713, ... |                            |
| 12                | ... |                            |
| 13                | 13, ... |                            |
| 14                | ... |                            |
| 15                | 349, 41341, ... |                            |

| {\displaystyle n} | Primo {\displaystyle p} tal que {\displaystyle p^{2}} divide a {\displaystyle (n-1)!(p-n)!-(-1)^{n}} (comprobado hasta 1000000) | Secuencia OEIS             |
| ----------------- | --- | -------------------------- |
| 16                | 31, ... |                            |
| 17                | 61, 251, 479, ... | (sucesión A152413 en OEIS) |
| 18                | 13151527, ... |                            |
| 19                | 71, 621629, ... |                            |
| 20                | 59, 499, 43223, 214009, ... |                            |
| 21                | 217369, ... |                            |
| 22                | ... |                            |
| 23                | ... |                            |
| 24                | 47, 3163, ... |                            |
| 25                | ... |                            |
| 26                | 97579, ... |                            |
| 27                | 53, ... |                            |
| 28                | 347, 739399, ... |                            |
| 29                | ... |                            |
| 30                | 137, 1109, 5179, ... |                            |

Los primos de Wilson generalizados más pequeños de orden n son:
5, 2, 7, 10429, 5, 11, 17, ... (el siguiente término es > 1.4 × 107) (sucesión A128666 en OEIS)

### Primos cercanos de Wilson
| p            | B   |
| ------------ | --- |
| 1282279      | +20 |
| 1306817      | −30 |
| 1308491      | −55 |
| 1433813      | −32 |
| 1638347      | −45 |
| 1640147      | −88 |
| 1647931      | +14 |
| 1666403      | +99 |
| 1750901      | +34 |
| 1851953      | −50 |
| 2031053      | −18 |
| 2278343      | +21 |
| 2313083      | +15 |
| 2695933      | −73 |
| 3640753      | +69 |
| 3677071      | −32 |
| 3764437      | −99 |
| 3958621      | +75 |
| 5062469      | +39 |
| 5063803      | +40 |
| 6331519      | +91 |
| 6706067      | +45 |
| 7392257      | +40 |
| 8315831      | +3  |
| 8871167      | −85 |
| 9278443      | −75 |
| 9615329      | +27 |
| 9756727      | +23 |
| 10746881     | −7  |
| 11465149     | −62 |
| 11512541     | −26 |
| 11892977     | −7  |
| 12632117     | −27 |
| 12893203     | −53 |
| 14296621     | +2  |
| 16711069     | +95 |
| 16738091     | +58 |
| 17879887     | +63 |
| 19344553     | −93 |
| 19365641     | +75 |
| 20951477     | +25 |
| 20972977     | +58 |
| 21561013     | −90 |
| 23818681     | +23 |
| 27783521     | −51 |
| 27812887     | +21 |
| 29085907     | +9  |
| 29327513     | +13 |
| 30959321     | +24 |
| 33187157     | +60 |
| 33968041     | +12 |
| 39198017     | −7  |
| 45920923     | −63 |
| 51802061     | +4  |
| 53188379     | −54 |
| 56151923     | −1  |
| 57526411     | −66 |
| 64197799     | +13 |
| 72818227     | −27 |
| 87467099     | −2  |
| 91926437     | −32 |
| 92191909     | +94 |
| 93445061     | −30 |
| 93559087     | −3  |
| 94510219     | −69 |
| 101710369    | −70 |
| 111310567    | +22 |
| 117385529    | −43 |
| 176779259    | +56 |
| 212911781    | −92 |
| 216331463    | −36 |
| 253512533    | +25 |
| 282361201    | +24 |
| 327357841    | −62 |
| 411237857    | −84 |
| 479163953    | −50 |
| 757362197    | −28 |
| 824846833    | +60 |
| 866006431    | −81 |
| 1227886151   | −51 |
| 1527857939   | −19 |
| 1636804231   | +64 |
| 1686290297   | +18 |
| 1767839071   | +8  |
| 1913042311   | −65 |
| 1987272877   | +5  |
| 2100839597   | −34 |
| 2312420701   | −78 |
| 2476913683   | +94 |
| 3542985241   | −74 |
| 4036677373   | −5  |
| 4271431471   | +83 |
| 4296847931   | +41 |
| 5087988391   | +51 |
| 5127702389   | +50 |
| 7973760941   | +76 |
| 9965682053   | −18 |
| 10242692519  | −97 |
| 11355061259  | −45 |
| 11774118061  | −1  |
| 12896325149  | +86 |
| 13286279999  | +52 |
| 20042556601  | +27 |
| 21950810731  | +93 |
| 23607097193  | +97 |
| 24664241321  | +46 |
| 28737804211  | −58 |
| 35525054743  | +26 |
| 41659815553  | +55 |
| 42647052491  | +10 |
| 44034466379  | +39 |
| 60373446719  | −48 |
| 64643245189  | −21 |
| 66966581777  | +91 |
| 67133912011  | +9  |
| 80248324571  | +46 |
| 80908082573  | −20 |
| 100660783343 | +87 |
| 112825721339 | +70 |
| 231939720421 | +41 |
| 258818504023 | +4  |
| 260584487287 | −52 |
| 265784418461 | −78 |
| 298114694431 | +82 |

Un primo p que satisface la congruencia (p − 1)! ≡ −1 + Bp mod p2 con un pequeño | B | puede llamarse primo cercano de Wilson. Los números primos cercanos de Wilson con B = 0 se denominan números primos auténticos de Wilson. La tabla de la derecha enumera todos esos primos con | B | ≤ 100 desde 106 hasta 4×1011:

### Números de Wilson
Un número de Wilson es un número natural n tal que W(n) ≡ 0 (mod n2), donde {\displaystyle W(n)=\prod _{\stackrel {1\leq k\leq n}{{\text{mcd}}(k,n)=1}}{k}+e}, la constante e es igual a 1 si y solo si n tiene una raíz primitiva, en caso contrario, e = −1. Para cada número natural n, W(n) es divisible por n, y los cocientes (llamados cocientes de Wilson generalizados) se enumeran en (sucesión A157249 en OEIS). Los números de Wilson son
1, 5, 13, 563, 5971, 558771, 1964215, 8121909, 12326713, 23025711, 26921605, 341569806, 399292158, ... (sucesión A157250 en OEIS)
Si un número de Wilson n es primo, entonces n es un número primo de Wilson. Hay 13 números de Wilson hasta 5×108.